# Високе (Першотравневська сільська громада)
Висо́ке — село в Україні, у Нікопольському районі Дніпропетровської області. Входить до складу Першотравневської сільської громади. Населення — 267 мешканців.

## Географія
Село Висока розташоване за 2,5 км від села Лукіївка і за 3,5 км від села Новоіванівка. По селу протікає пересихаючий струмок з загатою.

## Історія
Станом на 1886 рік в селі Анастасівської волості Катеринославського повіту Катеринославської губернії мешкало 372 особи, налічувалось 68 дворових господарств, існувала лавка.
За переписом 1897 року кількість мешканців зросла до 576 осіб (286 чоловічої статі та 290 — жіночої), з яких всі — православної віри.
До 2017 року рган місцевого самоврядування — Новоіванівська сільська рада.
12 червня 2020 року, відповідно до розпорядження Кабінету Міністрів України № 709-р від «Про визначення адміністративних центрів та затвердження територій територіальних громад Дніпропетровської області», увійшло до складу Першотравневської сільської громади.
19 липня 2020 року, в результаті адміністративно-територіальної реформи і ліквідації Нікопольського району(1923—2020), село увійшло до складу новоутвореного Нікопольського району.